# Rajendra Pradhan
Rajendra Pradhan (ur. 17 października 1954) – nepalski sztangista, olimpijczyk.
Brał udział w Letnich Igrzyskach Olimpijskich 1980 w Moskwie. Startował w kategorii do 60 kilogramów, w której zajął 15. miejsce z wynikiem 152,5 kilograma w dwuboju (67,5 kilograma w rwaniu i 85 kilogramów w podrzucie). Wśród zawodników sklasyfikowanych miał najgorszy wynik.